# Kolenți, Ivankiv
Kolenți (în ucraineană Коленці) este un sat în comuna Blidcea din raionul Ivankiv, regiunea Kiev, Ucraina.

## Demografie
Componența lingvistică a localității Kolenți
     Ucraineană (98,15%)
     Rusă (1,65%)
Conform recensământului din 2001, majoritatea populației localității Kolenți era vorbitoare de ucraineană (98,15%), existând în minoritate și vorbitori de rusă (1,65%).